# Comuna Șuletea, Vaslui
Șuletea este o comună în județul Vaslui, Moldova, România, formată din satele Fedești, Jigălia, Rășcani și Șuletea (reședința).

## Demografie
Componența etnică a comunei Șuletea
     Români (91,38%)
     Alte etnii (0,15%)
     Necunoscută (8,47%)
Componența confesională a comunei Șuletea
     Ortodocși (91,05%)
     Alte religii (0,29%)
     Necunoscută (8,66%)
Conform recensământului efectuat în 2021, populația comunei Șuletea se ridică la 2.066 de locuitori, în scădere față de recensământul anterior din 2011, când fuseseră înregistrați 2.288 de locuitori. Majoritatea locuitorilor sunt români (91,38%), iar pentru 8,47% nu se cunoaște apartenența etnică. Din punct de vedere confesional, majoritatea locuitorilor sunt ortodocși (91,05%), iar pentru 8,66% nu se cunoaște apartenența confesională.

## Politică și administrație
Comuna Șuletea este administrată de un primar și un consiliu local compus din 11 consilieri. Primarul, Ciprian-Robert Tamaș[*], de la Partidul Social Democrat, este în funcție din 2012. Începând cu alegerile locale din 2024, consiliul local are următoarea componență pe partide politice:
|  | Partid                          | Consilieri | Componența Consiliului | Componența Consiliului | Componența Consiliului | Componența Consiliului | Componența Consiliului | Componența Consiliului |
|  | ------------------------------- | ---------- | ---------------------- | ---------------------- | ---------------------- | ---------------------- | ---------------------- | ---------------------- |
|  | Partidul Social Democrat        | 6          |                        |                        |                        |                        |                        |                        |
|  | Partidul Național Liberal       | 3          |                        |                        |                        |                        |                        |                        |
|  | Alianța pentru Unirea Românilor | 1          |                        |                        |                        |                        |                        |                        |
|  | Alianța Dreapta Unită           | 1          |                        |                        |                        |                        |                        |                        |